# Roncador (geslacht)
Roncador is een monotypisch geslacht van straalvinnige vissen uit de familie van ombervissen (Sciaenidae).

## Soort
- Roncador stearnsii (Steindachner, 1876)